# TACO (俗語)
TACO（タコ）とは、「Trump Always Chickens Out」（ドナルド・トランプ大統領はいつも尻込みして退く）の4語の頭文字をとったもの。
『フィナンシャル・タイムズ』のコラムニストであるロバート・アームストロングによる造語で、ドナルド・トランプ大統領が他国に関税を課すと脅しながら、市場が混乱するとすぐに引き下げるということを、皮肉を込めて言ったもの。ウォール街のトレーダーの間で広まっており、「TACO理論」とも言われている。

## 起源
この語は、フィナンシャル・タイムズ紙のコラムニストであるロバート・アームストロングが、2025年5月2日付のオピニオン記事で初めて使用した。当該記事は、関税とそれが米国市場へ与える影響を論じたものであった。「Unhedged（ヘッジなし）」と題されたシリーズのうちの一本である当該記事の中で、アームストロングは、市場が「米政権は市場や経済への圧力に対してそれほど寛容ではなく、関税が痛みを生じさせればすぐに手を引くだろう」と認識しつつあると述べた。アームストロングはこれを "the Taco theory: Trump Always Chickens Out"（TACO理論：トランプはいつも尻込みして退く）と呼んだ。

## 背景
トランプ大統領が政策立場を変える傾向は、TACOという頭字語が出現する以前の2016年米国大統領選のときから観測されていた。移民や貿易といった具体的な問題については、当時はbacktrack（来た道を引き返す、撤回する）、reversal（反転する）、そしてflip-flop（とんぼ返り、態度をコロコロと変える）などの言葉で呼ばれていた。
TACOという言葉が知られるようになった後も、この傾向は、貿易、移民、国際関係など、第2次トランプ政権のさまざまな側面において報告され続けている。

## 反応
ドナルド・トランプ
ドナルド・トランプは、2025年5月28日、司法長官代行の宣誓就任式の最中に、CNBC特派員のメーガン・カセラから「TACO」という言葉についてどう思うかと質問された。トランプは「それは交渉と呼ばれるものだ」と述べ、その行為を否定した。トランプはこの質問を「意地悪な質問」と呼び、「私はいつも逆の問題を抱えている。みんな私が厳しすぎると言うんだ」と付け加えた。トランプはTACOについて「そんなことは二度と言うな」と不快感を示した。ホワイトハウス高官はCNNに対し、トランプはそれまでTACOという言葉を聞いたことがなく、記者が自分を臆病者呼ばわりしたと思っていたと述べた。
クシュ・デサイ
ホワイトハウス副報道官のクシュ・デサイは、TACOについて「愚かな略語」と述べている。